# Sociedad de Amantes del País
La sociedad de Amantes del País fue fundada en Lima en el año de 1790 por José Baquíjano y Carrillo. Uno de sus principales iniciadores fue el milanés José Rossi Rubí, quien al establecerse en Lima (1786) conoció a José María Egaña, Demetrio Guasque e Hipólito Unanue. Luego de comprobar su común interés por las inquietudes intelectuales de la Ilustración, acordaron formar una Academia Filarmónica.
Ante una interrupción de las sesiones, dos años después los miembros renovaron sus tertulias nocturnas, aumentaron su número y decidieron presentar sus disertaciones por escrito. Se constituyó entonces una Sociedad Económica a semejanza de la Vascongada, y de otras que se formaron en España en tiempos de Carlos III.
Solicitaron autorización para editar un periódico destinado a difundir las disertaciones académicas, titulado Mercurio Peruano (1791-1794). El propio virrey Francisco Gil de Taboada, le extendió su aprobación (19 de octubre de 1792), a la vista del "acierto e ilustración de las obras" insertas en sus páginas y "la aceptación general que han merecido", y nombró como su protector al alcalde de corte Juan del Pino Manrique.
Según los estatutos debía componerse de 30 académicos, 21 de ellos de Lima. Para ser socio debían pronunciar un discurso que sería aprobado por mayoría. Al incorporarse, el socio pronunciaba otro discurso. Los censores examinaban las producciones y las aprobaban para su publicación. Las armas de la Sociedad eran una pirámide con la inscripción Patria et inmortalitate.

## Miembros
Fueron sus miembros:
- José Baquíjano y Carrillo; conde de Vista Florida (Cephalio), presidente.
- José Rossi Rubí (Hesperióphylo), vicepresidente.
- Gabriel Moreno, censor.
- Hipólito Unanue (Aristio), secretario.
- José María Engaña (Hermágoras), tesorero.
- Jacinto Calero (Crisyppo), editor.
- Francisco Gómez Laguna (Thimeo).
- Francisco Romero (Hypparco).
- Jerónimo Calatayud (Meligario).
- Ambrosio Cerdán y Pontero (Nerdacio).
- Joseph Coquette y Fajardo.
- José de Arriz.
- Cayetano Belón.
- Toribio Rodríguez de Mendoza.
- Vicente Morales Duárez.
- José Francisco Arrese.
- José Reymundo Álvarez Levano.
- Julio Alejandro Melgarejo Bardales.
- Tomás Méndez y Lachica (Teagnes)

## Actualidad
En la actualidad la Sociedad de Amantes del País ha logrado reconstituirse gracias al trabajo continuo de un grupo de destacados profesionales y jóvenes universitarios de la Universidad de Lima, PUCP, UNMSM, Universidad San Martín y UNI, organizados por el catedrático Dr. Walter Brunke Ríos, actual Presidente de la Sociedad de Amantes del País.